# Temporada 2023 de USF Juniors
La temporada 2023 de USF Juniors fue la segunda edición de dicho campeonato. Comenzó el 23 de marzo en Sebring y finalizó el 27 de agosto en Austin.
El brasileño Nicolas Giaffone fue el ganador del Campeonato de Pilotos.

## Equipos y pilotos
| Equipo                        | N.º | Pilotos             | Rondas |
| ----------------------------- | --- | ------------------- | ------ |
| DC Autosport                  | 57  | Carson Etter        | Todas  |
| DC Autosport                  | 68  | Ethan Ho            | 1-10   |
| DEForce Racing                | 16  | Quinn Armstrong     | Todas  |
| DEForce Racing                | 17  | Lucas Fecury        | Todas  |
| DEForce Racing                | 18  | Brady Golan         | Todas  |
| DEForce Racing                | 19  | Nicolas Giaffone    | Todas  |
| Exclusive Autosport           | 90  | Erick Schotten      | Todas  |
| Exclusive Autosport           | 91  | Joey Brienza        | Todas  |
| Exclusive Autosport           | 92  | Jack Jeffers        | Todas  |
| Exclusive Autosport           | 93  | Giovanni Cabrera    | Todas  |
| Exclusive Autosport           | 95  | Bianca Bustamante   | 14-16  |
| Jay Howard Driver Development | 3   | Ayden Ingratta      | 11-16  |
| Jay Howard Driver Development | 4   | Hudson Potter       | 11-16  |
| Jay Howard Driver Development | 5   | Ava Dobson          | 11-16  |
| Ram Racing                    | 55  | Juan Felipe Pedraza | 4-5    |
| Velocity Racing Development   | 12  | Ethan Barker        | Todas  |
| Velocity Racing Development   | 29  | Hudson Schwartz     | 4-16   |
| Velocity Racing Development   | 33  | Max Taylor          | Todas  |
| Velocity Racing Development   | 48  | Jimmie Lockhart     | Todas  |

## Calendario
| Rd.     | Fecha           | Circuito                       | Ciudad                  |
| ------- | --------------- | ------------------------------ | ----------------------- |
| 1       | 23-25 de marzo  | Sebring International Raceway  | Sebring, Florida        |
| 2       | 23-25 de marzo  | Sebring International Raceway  | Sebring, Florida        |
| 3       | 23-25 de marzo  | Sebring International Raceway  | Sebring, Florida        |
| 4       | 27-28 de abril  | Barber Motorsports Park        | Birmingham, Alabama     |
| 5       | 27-28 de abril  | Barber Motorsports Park        | Birmingham, Alabama     |
| 6       | 2-4 de junio    | Virginia International Raceway | Danville, Virginia      |
| 7       | 2-4 de junio    | Virginia International Raceway | Danville, Virginia      |
| 8       | 2-4 de junio    | Virginia International Raceway | Danville, Virginia      |
| 9       | 6-8 de julio    | Mid-Ohio Sports Car Course     | Lexington, Ohio         |
| 10      | 6-8 de julio    | Mid-Ohio Sports Car Course     | Lexington, Ohio         |
| 11      | 11-13 de agosto | Road America                   | Elkhart Lake, Wisconsin |
| 12      | 11-13 de agosto | Road America                   | Elkhart Lake, Wisconsin |
| 13      | 11-13 de agosto | Road America                   | Elkhart Lake, Wisconsin |
| 14      | 24-27 de agosto | Circuito de las Américas       | Austin, Texas           |
| 15      | 24-27 de agosto | Circuito de las Américas       | Austin, Texas           |
| 16      | 24-27 de agosto | Circuito de las Américas       | Austin, Texas           |
| Fuente: |                 |                                |                         |

## Resultados
| Ronda | Ronda                          | Pole Position    | Vuelta rápida    | Más vueltas lideradas        | Ganadores        | Ganadores                   |
| Ronda | Ronda                          | Pole Position    | Vuelta rápida    | Más vueltas lideradas        | Piloto ganador   | Equipo ganador              |
| ----- | ------------------------------ | ---------------- | ---------------- | ---------------------------- | ---------------- | --------------------------- |
| 1     | Sebring International Raceway  | Joey Brienza     | Joey Brienza     | Quinn Armstrong              | Quinn Armstrong  | DEForce Racing              |
| 2     | Sebring International Raceway  | Joey Brienza     | Nicolas Giaffone | Joey Brienza                 | Nicolas Giaffone | DEForce Racing              |
| 3     | Sebring International Raceway  | Joey Brienza     | Jimmie Lockhart  | Joey Brienza                 | Joey Brienza     | Exclusive Autosport         |
| 4     | Barber Motorsports Park        | Nicolas Giaffone | Nicolas Giaffone | Nicolas Giaffone             | Nicolas Giaffone | DEForce Racing              |
| 5     | Barber Motorsports Park        | Nicolas Giaffone | Nicolas Giaffone | Nicolas Giaffone             | Nicolas Giaffone | DEForce Racing              |
| 6     | Virginia International Raceway | Ethan Ho         | Max Taylor       | Jack Jeffers                 | Nicolas Giaffone | DEForce Racing              |
| 7     | Virginia International Raceway | Jack Jeffers     | Nicolas Giaffone | Nicolas Giaffone             | Nicolas Giaffone | DEForce Racing              |
| 8     | Virginia International Raceway | Nicolas Giaffone | Jack Jeffers     | Nicolas Giaffone             | Jack Jeffers     | Exclusive Autosport         |
| 9     | Mid-Ohio Sports Car Course     | Nicolas Giaffone | Nicolas Giaffone | Nicolas Giaffone             | Nicolas Giaffone | DEForce Racing              |
| 10    | Mid-Ohio Sports Car Course     | Hudson Schwartz  | Hudson Schwartz  | Hudson Schwartz              | Quinn Armstrong  | DEForce Racing              |
| 11    | Road America                   | Quinn Armstrong  | Ayden Ingratta   | Quinn Armstrong              | Quinn Armstrong  | DEForce Racing              |
| 12    | Road America                   | Ayden Ingratta   | Nicolas Giaffone | Jack Jeffers                 | Jack Jeffers     | Exclusive Autosport         |
| 13    | Road America                   | Nicolas Giaffone | Max Taylor       | Nicolas Giaffone             | Max Taylor       | Velocity Racing Development |
| 14    | Circuito de las Américas       | Jack Jeffers     | Nicolas Giaffone | Max Taylor                   | Jack Jeffers     | Exclusive Autosport         |
| 15    | Circuito de las Américas       | Jack Jeffers     | Nicolas Giaffone | Jack Jeffers Jimmie Lockhart | Jimmie Lockhart  | Velocity Racing Development |
| 16    | Circuito de las Américas       | Jack Jeffers     | Jack Jeffers     | Jack Jeffers                 | Jimmie Lockhart  | Velocity Racing Development |

## Clasificaciones

### Puntuaciones
| Posición | 1.º | 2.º | 3.º | 4.º | 5.º | 6.º | 7.º | 8.º | 9.º | 10.º | 11.º | 12.º | 13.º | 14.º | 15.º | 16.º | 17.º | 18.º | 19.º | 20.º |
| Puntos   | 30  | 25  | 22  | 19  | 17  | 15  | 14  | 13  | 12  | 11   | 10   | 9    | 8    | 7    | 6    | 5    | 4    | 3    | 2    | 1    |

### Campeonato de Pilotos
| Pos. | Piloto              | SEB | SEB | SEB | ALA | ALA | VIR | VIR | VIR | MDO | MDO | ROA | ROA | ROA | COA | COA | COA | Puntos |
| ---- | ------------------- | --- | --- | --- | --- | --- | --- | --- | --- | --- | --- | --- | --- | --- | --- | --- | --- | ------ |
| 1    | Nicolas Giaffone    | 4   | 1   | 2   | 1*  | 1*  | 1   | 1*  | 2*  | 1*  | 14  | 6   | 2   | 2*  | 3   | 7   | 8   | 389    |
| 2    | Quinn Armstrong     | 1*  | 5   | 10  | 2   | 2   | 3   | 14  | 10  | 2   | 1   | 1*  | 5   | 8   | 13  | 2   | 2   | 324    |
| 3    | Jack Jeffers        | 3   | 3   | 5   | 15  | 8   | 2*  | 12  | 1   | 3   | 4   | 2   | 1*  | 3   | 1   | 16* | 14* | 313    |
| 4    | Jimmie Lockhart     | 7   | 10  | 3   | 5   | 3   | 11  | 6   | 4   | 4   | 12  | 9   | 3   | 4   | 4   | 1*  | 1   | 292    |
| 5    | Joey Brienza        | 2   | 2*  | 1*  | 4   | 6   | 14  | 2   | 5   | 6   | 13  | 3   | 9   | 9   | 18  | 3   | 5   | 280    |
| 6    | Max Taylor          | 13  | 13  | 4   | 7   | 5   | 4   | 11  | 3   | 11  | 6   | 13  | 15  | 1   | 2*  | 14  | 6   | 236    |
| 7    | Ethan Barker        | 5   | 6   | 13  | 9   | 9   | 8   | 7   | 12  | 7   | 5   | 4   | 10  | 7   | 5   | 5   | 4   | 228    |
| 8    | Hudson Schwartz     |     |     |     | 14  | 12  | 7   | 3   | 14  | 5   | 2*  | 5   | 7   | 5   | 6   | 4   | 3   | 208    |
| 9    | Lucas Fecury        | 6   | 7   | 6   | 3   | 4   | 5   | 5   | 11  | 13  | 7   | 15  | 14  | 12  | 7   | 6   | 17  | 206    |
| 10   | Brady Golan         | 9   | 8   | 7   | 10  | 11  | 9   | 4   | 8   | 12  | 8   | 7   | 8   | 10  | 8   | 10  | 7   | 202    |
| 11   | Erick Schotten      | 10  | 9   | 8   | 8   | 10  | 6   | 9   | 6   | 9   | 9   | 8   | 4   | 6   | 17  | 9   | 11  | 199    |
| 12   | Carson Etter        | 11  | 11  | 11  | 12  | 14  | 10  | 13  | 7   | 8   | 11  | 16  | 6   | 15  | 15  | 8   | 13  | 155    |
| 13   | Giovanni Cabrera    | 12  | 12  | 12  | 13  | 15  | 12  | 8   | 13  | 10  | 10  | 10  | 11  | 16  | 12  | 12  | 18  | 140    |
| 14   | Ethan Ho            | 8   | 4   | 9   | 6   | 7   | 13  | 10  | 9   | 14  | 3   |     |     |     |     |     |     | 134    |
| 15   | Hudson Potter       |     |     |     |     |     |     |     |     |     |     | 11  | 13  | 13  | 14  | 13  | 12  | 50     |
| 16   | Ava Dobson          |     |     |     |     |     |     |     |     |     |     | 12  | 12  | 11  |     |     |     | 28     |
| 17   | Bianca Bustamante   |     |     |     |     |     |     |     |     |     |     |     |     |     | 9   | 18  | 9   | 27     |
| 18   | Aiden Potter        |     |     |     |     |     |     |     |     |     |     |     |     |     | 11  | 11  | 15  | 26     |
| 19   | Connor Roberts      |     |     |     |     |     |     |     |     |     |     |     |     |     | 16  | 15  | 10  | 22     |
| 20   | Ayden Ingratta      |     |     |     |     |     |     |     |     |     |     | 14  | 16  | 14  |     |     |     | 21     |
| 21   | Dane Scott          |     |     |     |     |     |     |     |     |     |     |     |     |     | 10  | 17  | 16  | 20     |
| 22   | Juan Felipe Pedraza |     |     |     | 11  | 13  |     |     |     |     |     |     |     |     |     |     |     | 18     |
| Pos. | Piloto              | SEB | SEB | SEB | ALA | ALA | VIR | VIR | VIR | MDO | MDO | ROA | ROA | ROA | COA | COA | COA | Puntos |

| Color   | Resultado                    |
| ------- | ---------------------------- |
| Oro     | Ganador                      |
| Plata   | 2.º lugar                    |
| Bronce  | 3.er lugar                   |
| Verde   | 4.º y 5.º lugar (top 5)      |
| Celeste | 6.º a 10.º lugar (top 10)    |
| Azul    | Finalizó (afuera del top 10) |
| Violeta | No terminó                   |
| Rojo    | DNQ - No se clasificó        |
| Marrón  | Wth - Retirado               |
| Negro   | DSQ - Descalificado          |
| Blanco  | DNS - No empezó              |
| Blanco  | C - Carrera cancelada        |

| Estado  | Resultado                                |
| ------- | ---------------------------------------- |
| Negrita | Pole position                            |
| Cursiva | Vuelta rápida                            |
| L       | Lideró al menos una vuelta de la carrera |
| *       | Quien lideró más vueltas en la carrera   |
| RY      | Novato del Año                           |
| R       | Novato                                   |